# Kanaal door Walcheren
Het Kanaal door Walcheren is een waterwegverbinding tussen de Westerschelde bij Vlissingen en het Veerse Meer bij Veere, in de Nederlandse provincie Zeeland. De aanleg vond plaats tussen 1870 en 1873 en droeg bij aan het economisch herstel van Middelburg. Koning Willem III opende op 8 september 1873 het kanaal en op diezelfde dag ook de nieuwe haven van Vlissingen. Naast het kanaal werd tussen Middelburg en Vlissingen een jaagpad aangelegd.

## Geschiedenis en ligging
De haven van Middelbrug kampte met problemen, de monding van het oude kanaal in de Oosterschelde was moeilijk open te houden. In 1839 werd een aanvraag gedaan voor het graven van een kanaal naar Vlissingen. Het duurde tot 1865 voor een besluit werd genomen om het Sloe af te dammen en de aanleg van het Kanaal door Walcheren was hiervan een direct gevolg. Door de aanleg van de Sloedam ten behoeve van het spoor was het Sloe als vaarroute niet meer te gebruiken. 
Ten noorden van Middelburg volgt het kanaal voor een gedeelte het tracé van het nieuwe havenkanaal van Middelburg aangelegd in 1817. Deze werd over een lengte van vier kilometer verbreed. Voor de laatste drie kilometer werd het oude havenkanaal op verzoek van de gemeente Veere verlegd in noordelijke richting en langs Veere geleid. Met de bouw van de sluizen in Veere werd in februari 1868 begonnen. Dit deel van het kanaal kwam als eerst gereed en op 9 september 1872 kon de vaart tussen Veere en Middelburg worden opengesteld.
Het kanaal snijdt te Middelburg een sectie van de oude stadswallen af. Aldaar moest voor de aanleg de Vlissingse poort worden gesloopt, zodat de (Oude) Vlissingseweg niet meer doorliep tot in de binnenstad. In Middelburg kwam een kade, voor het laden en lossen van de schepen, de Loskade.
Tussen Middelburg en Vlissingen werd een geheel nieuw kanaal gegraven. In Vlissingen werd de Rammekenspoort gesloopt om plaats te maken voor het kanaal. Net als bij Veere werden bij Vlissingen ook sluizen aangelegd.
Het graven van het kanaal gebeurde met de hand en de schop omdat machines ontbraken. Grondwerkers, de zogenaamde polderjongens, deden het meeste graafwerk en woonden in barakken. Dit was zwaar werk met lange werkdagen, van vijf uur in de ochtend tot zeven uur in de avond. De duizenden werklieden kwamen overal vandaan waaronder België. In de nacht van 25 op 26 april 1869 brak een grote staking uit onder de Nederlandse polderjongens gericht tegen de Belgische polderwerkers. De Belgen namen genoegen met minder geld en de Nederlanders zagen dit als oneerlijke concurrentie. Veel Belgen vertrokken en op 29 april was de rust hersteld en de werkzaamheden hervat.
Op 8 september 1873 opende Koning Willem III de nieuwe haven van Vlissingen, het Kanaal door Walcheren en de spoorwegwerken. Hij passeerde met zijn stoomjacht Leeuw en diverse andere schepen voor de eerste maal de sluis bij Vlissingen en voer tot Middelburg het kanaal op.
In 1992 is het eigendom van het kanaal overgegaan van Rijkswaterstaat naar de provincie Zeeland.

## Kenmerken
Voor het kanaal is het waterpeil vastgesteld op NAP +0,90 m en kan verder licht variëren tussen NAP +0,75 en +0,95 m.
Het kanaal heeft een waterhuishoudkundige functie. Het overtollige water in omliggende polders wordt via Gemaal Boreel, op het kanaal geloosd. Sinds het najaar van 2008 loost het Gemaal Poppekinderen ook overtollig polderwater in het kanaal. Dit gemaal kan 300 m³ per minuut uitslaan. Waterverlies treedt vooral op bij de schutsluizen in Veere en Vlissingen.
Voor de nautische functie is het kanaal geschikt voor vaartuigen tot en met CEMT-klasse Va. Het kanaal speelt een bescheiden rol in de beroepsvaart, maar het is vooral voor de pleziervaart van belang. Tussen Middelburg en Veere takt het Arnekanaal af naar Arnemuiden en Nieuw- en Sint Joosland.
Het water van het kanaal is relatief zout, waardoor het 's winters zo goed als nooit dichtvriest. Hierdoor komen in de winter roeiverenigingen hier trainen als elders in het land vaarwegen zijn dichtgevroren.

### Sluizen
De volgende sluizen bevinden zich in het kanaal:
- Sluis Vlissingen (twee schutsluizen naast elkaar), bij de haven van Vlissingen waar het kanaal begint vanuit de Westerschelde
- Keersluis Vlissingen, bij Vlissingen
- Sluis Veere, bij het einde van het kanaal waar het uitmondt in het Veerse Meer

### Bruggen en aquaduct
| Km.: | Naam:             | Soort:                                | Traject:                                 | Afbeelding: |
| ---- | ----------------- | ------------------------------------- | ---------------------------------------- | ----------- |
| 1,0  | Sluis Vlissingen  | voetpad over sluisdeuren              | Vlissingen                               |             |
| 1,7  | Keersluisbrug     | verkeersbrug (ophaalbrug)             | Vlissingen (Prins Hendrikweg)            |             |
| 2,8  | Sloebrug          | verkeersbrug (ophaalbrug)             | Vlissingen - Westkapelle (Sloeweg)       |             |
| 3,6  | Draaibrug Souburg | fiets- en voetgangersbrug (draaibrug) | Oost-Souburg - Vlissingen (Draaibrugpad) |             |
| 7,2  | Schroebrug        | verkeersbrug (twee ophaalbruggen)     | Middelburg (Schroeweg/De Loper)          |             |
| 7,6  | Stationsbrug      | verkeersbrug (draaibrug)              | Middelburg (Stationsstraat)              |             |
| 8,7  | Dampoort-aquaduct | aquaduct                              | Rotterdam - Middelburg (Dampoort)        |             |
| 14,0 | Sluis Veere       | voetpad (voetpad over sluisdeuren)    | Veere                                    |             |